# Sigrid Sternebeck
Sigrid Sternebeck (* 19. Juni 1949 in Bad Pyrmont) ist eine ehemalige Terroristin der zweiten Generation der Rote Armee Fraktion (RAF).

## Leben
Sternebeck brach nach der Geburt ihrer Tochter 1968 ihre Schulausbildung mit Mittlerer Reife ab und erlernte den Beruf einer Fotografin. 1971 zog sie nach Hamburg um und engagierte sich dort in der Roten Hilfe. Anlässlich ihrer Beteiligung an einer Hausbesetzung lernte sie Susanne Albrecht, Karl-Heinz Dellwo, Silke Maier-Witt, Monika Helbing und Bernd Rößner kennen.
Nachdem sie ihren Freund und ihre Tochter verlassen hatte, zog sie 1973 zusammen mit Susanne Albrecht und Silke Maier-Witt in eine gemeinsame WG. Die drei Frauen wurden als „Hamburger Tanten“ in der Hausbesetzer- und Straßenkampfszene bekannt. Seit 1977 war Sternebeck Mitglied der RAF.
1980 floh sie in die DDR. Sie ließ sich mit Hilfe der DDR-Staatssicherheit dort nieder und heiratete Ralf Baptist Friedrich. Nach dem Ende der SED-Diktatur wurde Sternebeck am 15. Juni 1990 zusammen mit Friedrich in Schwedt/Oder verhaftet. 1992 wurde sie zu achteinhalb Jahren Freiheitsstrafe wegen ihrer Beteiligung am Mordanschlag auf Alexander Haig und an der Ermordung Hanns Martin Schleyers verurteilt. Sternebeck lebt in Norddeutschland als Fotografin.